# Gurguit Barbtruc
Gurguit Barbtruc (Welsh: Gwrgant Varf Drwch) was volgens de legende, zoals beschreven door Geoffrey of Monmouth, koning van Brittannië van 374 v.Chr. - 369 v.Chr. Hij was de zoon van Belinus, en er wordt gezegd dat hij de stichter is van Ierland.
Gurguit was een vredelievend koning. Toen echter de Deense koning weigerde Belinus' zoon eer te bewijzen trok Gurguit ten strijde tegen de Denen. Na de invasie van Denemarken werd de Deense koning gedood, en werd het land ondergeschikt gemaakt aan de Britse kroon.
Op de terugreis ontmoette Gurguit een vloot van dertig schepen met mensen die zich Basclenses noemden. Zij stonden onder leiding van Parholoim, en waren verbannen uit Spanje. Zij waren op zoek naar een nieuw land om zich te vestigen. Gurguit gaf hun geen toestemming zich in Brittannië te vestigen, maar gaf hun het eiland Ierland, dat tot dan toe onbewoond was.
Gurguit stierf in vrede, en werd begraven in City of Legions, een stad die zijn vader had gesticht. Guithelin volgde hem als koning op.